# Alles is Muziek
Alles is Muziek is een Nederlands televisieprogramma dat werd uitgezonden door RTL 4 en online te bekijken was bij Videoland. De presentatie van het programma was in handen van Marieke Elsinga, ze werd bijgestaan door teamleiders Jeroen van Koningsbrugge en Holly Mae Brood. Twee teams kunnen in verschillende rondes alledaagse voorwerpen verzamelen waarmee ze in de finale een bekend popliedje moeten naspelen.

## Afleveringen
| Nr. | Datum         | Team Jeroen                      | Team Holly                                | Kijkcijfers | Kijkcijfers (incl. uitgesteld) |
| --- | ------------- | -------------------------------- | ----------------------------------------- | ----------- | ------------------------------ |
| 1   | 8 april 2023  | Irene Moors & Jeangu Macrooy     | Ruben van der Meer & Stefania Liberakakis | 569.000     | 688.000                        |
| 2   | 15 april 2023 | Dio & Jeroen van der Boom        | Jamie Westland & Eva Simons               | 269.000     | 348.000                        |
| 3   | 22 april 2023 | Henry Schut & Monique Smit       | Klaas van der Eerden & Tommie Christiaan  | 365.000     | 420.000                        |
| 4   | 29 april 2023 | Pim Muda & Sarita Lorena         | Daan Nieber & Klaasje Meijer              | 271.000     | 300.000                        |
| 5   | 6 mei 2023    | Kim Feenstra & Metejoor          | Jan Versteegh & Tabitha                   | 272.000     | 292.000                        |
| 6   | 13 mei 2023   | Bastiaan Ragas & Pearl Jozefzoon | Tim Douwsma & Thomas Berge                | 275.000     | 277.000                        |

## Achtergrond
De eerste aflevering van het programma werd uitgezonden op zaterdagavond 8 april 2023 en werd bekeken door 569.000 kijkers, hiermee kwam het programma niet verder dan de veertiende plek van best bekeken programma's van die dag. Daarnaast werd het programma over het algemeen negatief ontvangen door de kijkers en recensenten, ze vonden het programma 'verwarrend', 'kinderachtig' en 'een treurnis'. Tevens vonden de kijkers een onderdeel met twee Aziatische mannen stereotyperend, als gevolg hierop werd het programma ingekort en het onderdeel met de mannen uit het programma verwijderd.
Het aantal kijkers bleef dalen waarop RTL besloot het programma drie weken eerder dan gepland van de buis te halen. Het programma sprak de kijkers gewoon niet aan, waardoor ze massaal afhaakten.